# حسرات (اسم مستعار)
حسرات هو اسم شائع يستخدم بشكل أساسي في شبه القارة الهندية. وهو أيضًا اسم مستعار شائع للشعراء الأرديين في الهند وباكستان. في اللغة الهندية والأردية ، كلمة حسرات تعني "الرغبة" أو "الأمنية". من بين الشعراء الأردية البارزين الذين يستخدمون هذا الاسم المستعار: محمد عبد القدير صديقي قدري "حسرات" (1871-1962)، وحسرات جيبوري [الإنجليزية] (1922-1977) وحسرات موهاني (1875-1951).
كان الثوري الهندي أشفق الله خان (1900-1927) يكتب الشعر الأردية بهذا الاسم المستعار؛ الاسم الكامل لأشفق هو محمد أشفق الله خان وارسي "حسرات".